# Aldur Eriksson
Aldur Wictor Eriksson, född 7 januari 1927 i Geta, död 3 april 2015 i Esbo, var en finländsk läkare och  populationsgenetiker.
Eriksson blev medicine och kirurgie doktor 1973 vid Helsingfors universitet. Han var 1964–1973 forskare vid Folkhälsans genetiska institut, från 1973 professor i medicinsk genetik vid Vrije Universiteit Amsterdam och efter pensioneringen 1994 åter forskare på Folkhälsan. Han beskrev ärftliga sjukdomar, bland annat den så kallade åländska ögonsjukdomen tillsammans med Henrik Forsius, studerade tvillingfrekvens och genetiska isolat.